# Drakentemmers
Drakentemmers is een tweedelige boekenserie van Emma Maree Urquhart. Het eerste deel verscheen in 2004.

## Verhaal
Carol is een van de duizenden mensen die het spel Drakentemmers speelt. Haar spelersnaam is Maree en haar draak heet Samantha (oftewel Sam), een waterdraak. Ze worden de sterkste spelers in het spel door nooit de start-planeet Clix te verlaten. Op een dag wordt ze het spel binnengezogen. Virtual reality wordt werkelijkheid. Ze komt een jongen tegen: Ceirin, die hetzelfde is overkomen met zijn Transformator (een draak welke overal in kan veranderen) draak: Nick. Ze komen ook nog een meisje tegen, Ellen, die ook in het spel is gezogen met haar luchtdraak: Crystal. Samen moeten ze heel veel "planeten" af om uiteindelijk de schepper en de drakenvernietiger te verslaan, maar er is een verrader.
En die verrader is de leerling van de Schepper.
Kunnen Ellen, Carol (genaamd Maree in het boek zodra je over de helft bent) en Samantha de draken (en de echte schepper) redden?

## Personages
- Carol: een meisje van 12 jaar die het spel Drakentemmers speelt
- Maree: Carol in het spel
- Samantha (of Sam): de waterdraak van Carol
- Ceirin: een jongen van 12 die het spel speelt
- Nick: de Transformator/luchtdraak
- Ellen: een speler van 11 die het spel nog maar net 1 keer heeft gespeeld

- Crystal: de paardendraak van Ellen die uiteindelijk doodgaat